# Episodi di Hustle - I signori della truffa (prima stagione)
La prima stagione di Hustle - I signori della truffa è stata trasmessa in prima visione nel Regno Unito dal 24 febbraio al 30 marzo 2004 da BBC One.
In Italia è stata trasmessa in prima visione da LA7 dal 29 giugno 2004.
| nº | Titolo originale | Titolo italiano       | Prima TV UK      | Prima TV Italia |
| -- | ---------------- | --------------------- | ---------------- | --------------- |
| 1  | The Con is On    | Mickey Stone & Co.    | 24 febbraio 2004 | 29 giugno 2004  |
| 2  | Faking It        | Un colpo da oscar     | 3 marzo 2004     |                 |
| 3  | Picture Perfect  | Falso d'autore        | 9 marzo 2004     |                 |
| 4  | Cops and Robbers | Sfida nel caveau      | 16 marzo 2004    |                 |
| 5  | A Touch of Class | La vendetta è servita | 23 marzo 2004    |                 |
| 6  | The Last Gamble  | Doppia stangata       | 30 marzo 2004    |                 |